# Helena Matos
Helena Matos (4 de junho de 1961) é uma jornalista, escritora, consultora histórica e professora portuguesa. Trabalha atualmente no jornal Observador, já tendo passado pelo Público, pela TVI24 e Diário Económico. É também comentadora na CNN Portugal, canal que sucedeu à TVI24.
Licenciada em Estudos Portugueses pela Universidade Nova de Lisboa, começando por ser professora do ensino secundário e depois entrou no jornalismo.
Foi consultora histórica das séries Conta-me Como Foi (RTP) e Depois do Adeus (RTP).
Em maio de 2024, as paredes do edifício do Observador foram vandalizadas por pessoas encapuzadas, pertencentes ao grupo União Libertária. A propósito disto, Helena Matos foi um dos nomes citados como sendo "uma das vozes mais reacionárias da sociedade portuguesa" num post publicado pelo grupo em duas redes sociais.

## Obras
- Salazar, A construção do mito (Temas e Debates);
- Salazar, A propaganda (Temas e Debates)
- Os filhos do Zip Zip - Portugal na primavera marcelista (Esfera dos Livros)

Em coautoria com José Manuel Fernandes:
- Este país não é para jovens (Esfera dos Livros).